# Операція «Сілвер Вейк»
Операція «Сілвер Вейк» (англ. Operation Silver Wake) — військова гуманітарна операція, що проводилася американськими військовими з метою евакуації громадян США, некомбатантів і визначених громадян третіх країн з Албанії в березні 1997 року. Операцію проводили морські піхотинці США з 26-го експедиційного загону морської піхоти, що проводив операцію з амфібійною групою готовності на Універсальному десантному кораблі «Нассау». Американські морські піхотинці з 1-го батальйону 8-го морської піхоти забезпечували охорону житлового комплексу США та утримували посольство США. Під час операції було евакуйовано понад 900 осіб.

## Історія
У березні 1997 року масштабна інвестиційна піраміда, що діяла в Албанії, розвалилася. Багато людей втратили свої заощадження, що призвело до повсюдного фінансового краху та занепаду громадського порядку. Незважаючи на введену урядом комендантську годину, ситуація з безпекою в країні продовжувала погіршуватися, оскільки антиурядові протести ставали дедалі жорстокішими. Уряд піддавався дедалі більшому тиску і втрачав важелі влади.
13 березня посол США у Тирані звернувся з проханням про евакуацію американських та визначених іноземних громадян. 14 березня 1997 року Сполучені Штати розпочали операцію «Сілвер Вейк». Морські піхотинці з 26-го експедиційного загону морської піхоти приземлилися на гелікоптері біля американського посольства в Тирані та почали евакуювати американських цивільних та інших іноземних громадян. Водночас вони забезпечували охорону посольства та житлового комплексу посольства. Евакуація була завершена 27 березня, протягом цього часу 877 американських та іноземних громадян (більше половини від загальної кількості евакуйованих) були вивезені з країни на кораблі ВМС США, які чекали на морі, а звідти до Бриндізі, Італія.